# Integralidad
La integralidad es la capacidad de resolver la mayoría de los problemas de salud de la población atendida. En atención primaria se considera que la resolutividad es alrededor del 90%. 
Es una de las cuatro características básicas de la atención primaria de salud, junto con la accesibilidad, la coordinación, y la longitudinalidad.
La atención primaria proporciona servicios de salud integrales, incluidas la promoción de la salud, la prevención de la morbilidad, la atención curativa y los cuidados terminales integrados y coordinados en función a las necesidades de cada paciente.
La atención integral debe atender los aspetos biológico, psíquico y social de cada paciente. Con una alta base clínica y solvencia científica, para ser un médico polivalente y resolutivo.